# Chaetocnema sulcicollis
Chaetocnema sulcicollis es un insecto coleóptero de la familia Chrysomelidae. Fue descrita científicamente en 1980 por Chen & Wang.